# أولاد مهنا
قرية أولاد مهنا هي إحدى القرى التابعة لمركز بلبيس في محافظة الشرقية في جمهورية مصر العربية. حسب إحصاءات سنة 2006، بلغ إجمالي السكان في أولاد مهنا 8781 نسمة، منهم 4604 رجل و4177 امرأة.